# 蕭乂理
蕭 乂理（しょう がいり、529年 - 550年）は、南朝梁の皇族。字は季英。

## 経歴
南康簡王蕭績の六男として生まれた。生まれて100日ほどで父を亡くした。3歳で喋ることができ、父の喪が終わって父の宮人たちが立ち去っていくのを悲しんで泣いた。宮人たちはかれを見て痛ましく思い、留まる者が3人いた。服喪を終えると、乂理は武帝と面会して、また悲しみの涙を流した。武帝はかれのために涙を流し、「この児が大きくなれば必ずや奇士となろう」と言った。大同8年（542年）、安楽県侯に封じられた。
乂理は意気盛んな性格で、功名を立てることを慕い、忠臣烈士の伝記を読むたびに、「一生のうち、古人に恥じないようにすべきだ」と述べて慨嘆した。広く読書して知識は多く、文才があり、孔融の墓を祭って碑を立てると、碑に刻まれた文章はたいへん美しいものであった。
太清2年（548年）、侯景の乱が起こると、乂理は賓客数百人を集め、軽装で兄の蕭会理の任地である南兗州に赴き、兄に従って建康の援軍に向かった。乂理は常に兵士の先頭に立って戦った。
太清3年（549年）3月、建康が陥落すると、乂理は蕭会理に従って広陵に帰り、東魏に人質として入って、その援軍を求めようとした。しかし侯景が董紹先を派遣して広陵を占拠したため、乂理は捕らえられた。董紹先は兄弟を会わせようとしなかったので、乂理は願い出て先に建康に帰った。乂理は東魏からの亡命者である元貞の人物を見込んで、後を託すべく玉柄の扇を贈った。元貞はその理由を怪しんで受け取らなかった。乂理は「後に思い出されることでしょう。お断りにならなければ幸いです」と言い残した。
大宝元年（550年）1月、祖皓が起兵すると、乂理は長蘆に逃亡して、1000人あまりの兵を集めた。しかし側近に侯景と内応する者があり、乂理を連れ去ったので、その部下も逃げ散った。乂理は侯景に殺害された。元貞は乂理の前の発言の意味を悟って、その遺体を収容して葬った。

## 伝記資料
- 『梁書』巻29 列伝第23
- 『南史』巻53 列伝第43